# Lucio Aquillio Corvo
Lucio Aquillio Corvo (fl. IV secolo a.C.) è stato un politico e militare romano.

## Tribunato consolare
Nel 388 a.C. fu eletto tribuno consolare con Tito Quinzio Cincinnato Capitolino, Quinto Servilio Fidenate, Lucio Lucrezio Tricipitino Flavo, Lucio Giulio Iullo e Servio Sulpicio Rufo.
I tribuni guidarono i romani in una serie di razzie nei territori degli Equi e in quelli di Tarquinia, dove presero con la forza Cortuosa e Contenebra, che furono saccheggiate.
Intanto a Roma i tribuni della plebe cercarono di portare la discussione sulla suddivisione dell'agro pontino, strappato ai Volsci l'anno precedente.